# Mara (osebno ime)
Mara je žensko osebno ime.

## Izvor imena
Ime Mara je različica ženskega osebnega imena Marija.

## Pogostost imena
Po podatkih Statističnega urada Republike Slovenije je bilo na dan 31. decembra 2007 v Sloveniji število ženskih oseb z imenom Mara: 806.

## Osebni praznik
V koledarju je ime Mara uvrščeno k imenu Marija.